# Isaac Charia
Isaac Charia (en arabe : إسحاق شارية) est un avocat et homme politique marocain, né le 1er janvier 1982 à Tétouan. Il est le secrétaire général du Parti marocain libéral (PML) depuis 2021. Il est connu pour ses prises de position sur les droits humains, la justice sociale, la souveraineté du Maroc, et son discours en faveur de la préservation de l'identité culturelle marocaine.

## Biographie

### Formation
Isaac Charia effectue ses études primaires à l’école Ibn Rochd, puis secondaires au collège Al-Qadi Iyad et au lycée Mohammed VI à Martil. Il obtient son baccalauréat en lettres modernes en 2000.
Il poursuit ensuite des études de droit à l’Université Mohammed V de Rabat, où il obtient une licence en 2004. Il se spécialise en droit du commerce international et des investissements. En 2006, il obtient son certificat d’aptitude à exercer la profession d’avocat au Maroc.

### Carrière juridique
Il commence sa carrière comme avocat stagiaire au barreau de Rabat, auprès de personnalités notoires comme Me Saad Benmbarek et Me Mohamed Ziane, ancien ministre des droits de l’homme. Il devient rapidement médiatisé pour sa défense de dossiers de liberté d’expression, de droits de l’homme et de prisonniers d’opinion,.
Il devient également conseiller juridique pour des institutions publiques et des représentations diplomatiques.

## Engagement politique
Isaac Charia commence son militantisme à l’université en fondant un courant étudiant d’orientation libérale. Il rejoint le Parti marocain libéral dès sa création en 2001 et gravit les échelons : président de la jeunesse libérale en 2009, membre du bureau politique, puis vice-secrétaire général.
En 2021, il est élu secrétaire général du parti lors d’un congrès extraordinaire, en remplacement de Mohamed Ziane.
Depuis son arrivée à la tête du parti, il mène une politique de réforme interne, de repositionnement idéologique et structurel, et revendique une ligne indépendante, ni gouvernementale ni affiliée à l’opposition traditionnelle.

## Initiatives et relations internationales
Sous sa direction, le parti lance des structures parallèles comme l’Organisation Sayyida al-Hurra et la Fondation Az-Zawiya pour la pensée et le patrimoine. Il lance également le journal officiel du parti *At-Tahrir al-Maghribiya.
Le parti rejoint dans un premier temps l’Internationale libérale et d'autres réseaux libéraux internationaux, avant de se retirer en raison de désaccords sur certaines valeurs sociétales. Isaac Charia établit ensuite des liens avec des partis conservateurs en Europe et en Amérique.

## Prises de position
Charia est un fervent défenseur de la souveraineté marocaine sur le Sahara. Il organise une grève de la faim devant l’ambassade d’Algérie à Rabat, et interpelle publiquement Mouammar Kadhafi pour cesser tout soutien au Polisario.
Il est régulièrement invité à participer à des débats télévisés et des conférences. En 2025, il est reçu au Parlement européen et au Parlement portugais pour défendre la position du Maroc sur le Sahara.